# Proxima
Proxima (ISSN 0105-9017) er et dansk tidsskrift om science fiction, der er blevet udgivet af Science Fiction Cirklen siden 1974.
Bladets første ti numre blev redigeret af Carsten Schiøler. Blandt senere redaktører kan nævnes Niels Dalgaard, Svend Kreiner Møller, Ole E. Petterson, Erik Swiatek og Erik Wittchen.
Proxima, der er opkaldt efter en stjerne, har fra starten indeholdt både noveller, artikler og anmeldelser.

## Eksterne links
- Science Fiction Cirklens hjemmeside
- Liste over enkelte numre